# آرشیو ملی (بریتانیا)
آرشیو ملی (انگلیسی: The National Archives) سازمان اجرایی دپارتمان فرهنگی، رسانه‌ای و ورزشی بریتانیا است.
این آرشیو که شامل تاریخ هزار ساله بریتانیا می‌شود برای کشورهای اسکاتلند و ایرلند شمالی دارای بایگانی‌های جداگانه‌ای نیز دارد، آرشیو ملی بریتانیا در ناحیه کیو، منطقه ریچموند آپون تیمز لندن قرار دارد و در سال ۲۰۰۳ تأسیس شده‌است. ایستگاه کیو گاردنز در نزدیکی این سازمان قرار دارد.